# Jelení skála
Jelení skála är en kulle i Tjeckien.   Den ligger i regionen Ústí nad Labem, i den norra delen av landet, 80 km norr om huvudstaden Prag. Toppen på Jelení skála är 676 meter över havet, eller 119 meter över den omgivande terrängen. Bredden vid basen är 1,8 km.
Terrängen runt Jelení skála är huvudsakligen kuperad, men åt nordväst är den platt.Runt Jelení skála är det ganska tätbefolkat, med 75 invånare per kvadratkilometer. Närmaste större samhälle är Česká Lípa, 17,4 km söder om Jelení skála. I omgivningarna runt Jelení skála växer i huvudsak blandskog.